# Nathaniel Ramsey

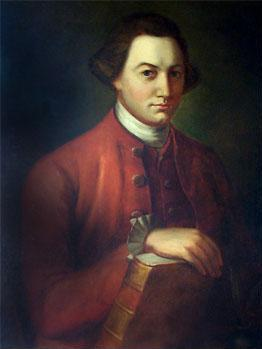
Nathaniel Ramsey

Nathaniel Ramsey (* 1. Mai 1741 im Lancaster County, Provinz Pennsylvania; † 23. Oktober 1817 in Baltimore, Maryland) war ein US-amerikanischer Politiker. In den Jahren 1786 und 1787 war er Delegierter für Maryland im Kontinentalkongress.

## Leben
Nathaniel Ramsey war trotz der unterschiedlichen Schreibweise des Nachnamens ein Bruder des Historikers David Ramsay (1749–1815), der für den Staat South Carolina am Kontinentalkongress teilnahm. Er war außerdem der Schwager des Malers Charles Willson Peale. Im Jahr 1767 absolvierte er das College of New Jersey, die spätere Princeton University. Nach einem anschließenden Jurastudium und seiner Zulassung als Rechtsanwalt begann er in diesem Beruf zu arbeiten. In den 1770er Jahren schloss er sich der Revolutionsbewegung an. Er war Mitglied einiger revolutionärer Gremien in Maryland und diente während des Unabhängigkeitskrieges in der Kontinentalarmee, in der er den Rang eines Oberstleutnants erreichte. In der Schlacht von Monmouth zeichnete er sich durch besondere Tapferkeit aus, wurde aber verwundet und geriet für einige Zeit in britische Kriegsgefangenschaft. Später wurde er bei einem Gefangenenaustausch wieder freigelassen.
Nach dem Krieg praktizierte Nathaniel Ramsey in Baltimore als Anwalt. In den Jahren 1786 und 1787 vertrat er Maryland im Kontinentalkongress. Zwischen 1790 und 1798 war er US Marshal für Maryland. Von 1794 bis zu seinem Tod war er zudem für die Bundesregierung als Naval Officer im Hafen von Baltimore tätig. Er starb am 23. Oktober 1817.